# Croton integrilobus
Espèce
Croton integrilobus est une espèce de plantes du genre Croton et de la famille des Euphorbiaceae présente au Paraguay.